# معركة أبو تيلول
معركة أبو تيلول (التي سميت قضية أبو تيلول من قبل لجنة تسميات المعارك البريطانية  ) هي معركة وقعت في 14 يوليو 1918 أثناء حملة سيناء وفلسطين كجزء من الحرب العالمية الأولى بعد أن هاجمت قوات الإمبراطورية الألمانية والدولة العثمانية حامية الإمبراطورية البريطانية في وادي الأردن ، ولكن تم السيطرة علي الوادي من قبل قوة التجريدة المصرية (EEF) منذ فبراير 1918 وذلك بعد السيطرة على أريحا . بعد هجومي شرق نهر الأردن من قبل قوات التجريدة المصرية حيث كان الأول في مارس والثاني في أبريل ليصبح الدفاع عن الوادي لاحقا مسؤولية فيلق الصحراء .
هاجمت قوة ألمانية وعثمانية وحدات من الخيالة الأسترالية الخفيفة المدافعة عن المرتفعات في المصليحة وأبو تلول، بينما هاجمت قوة ألمانية المدافعين عن وادي ملاحة في منتصف الطريق بين أبو تلول ونهر الأردن ، وبينما كانت هذه الهجمات تقع على الضفة الغربية للنهر، على الجانب الشرقي، تم نشر لواء الفرسان القوقازي العثماني فوجين ، لمهاجمة رؤوس الجسور عند معاقل الهينو ومخدومة حجلة، ومع ذلك، فإن القوة العثماني هوجمت من قبل قوة مشتركة من القوات البريطانية والهندية قبل أن تتمكن القوات العثمانية من شن هجومها لتنتهي المعركة بانتصار بريطانيا .

## المعركة
بدأ هجوم بالمدفعية العثمانية في الساعة 01:00 يوم الثلاثاء 16 يوليو، وتم قصف اللواء الأول للخيالة الخفيفة، الذي كان متمركز في موقعه في أبو تلول، بقصف عنيف حيث تم إطلاق أكثر من 1500 قذيفة على مواقعها، مما تسبب في خسائر فادحة، وخاصة بين الخيول، التي لم تكن محمية بشكل جيد من نيران القذائف أو الهجمات بالقنابل. تم تعزيز دقة المدفعية العثمانية من خلال طائرات ونقاط مراقبة دقيقة للمسافة.   في فترة ما بعد الظهر عندما تحرك لواء الخيالة الخفيفة الثالث لتخفيف الهجوم علي لواء الخيالة الأول ؛ تعرضت قواتهم المتقدمه لقصف شديد لدرجة أن الجسم الرئيسي للواء لم يتولي مهامه إلا بعد حلول الظلام.
خلال اليوم تم تنفيذ هجمات الغاز وحفر الخنادق.  بعد شهرين فقط من المعركة في 19 سبتمبر، بدأت معركة مجيدو ، التي أنهت الحرب في هذا المسرح. 